# Primera División 2025 (Venezuela)
La Primera División 2025, nota anche come Liga Banco de Venezuela 2025 per ragioni di sponsorizzazione, è la 69ª edizione della massima serie del campionato di calcio venezuelano, la 44ª dall'inizio dell'era professionistica. Il campionato è iniziato il 24 gennaio 2025 e terminerà nel dicembre successivo.
La squadra campione in carica è il Deportivo Táchira, che ha vinto il suo undicesimo titolo nazionale, il secondo consecutivo, nell'edizione 2024.

## Stagione

### Novità
Al termine della stagione precedente è stato retrocesso l'Inter de Barinas, ultimo classificato nella classifica aggregata di apertura e clausura. Al suo posto è stato promosso dalla Segunda División il Yaracuyanos, vincitore del campionato.

#### Aggiornamenti
Dopo la fine della stagione 2024 è stato riportato che Angostura e Anzoátegui erano al lavoro per una fusione societaria, che avrebbe portato i secondi a ottenere il posto in campionato dell'Angostura. Il 14 gennaio 2025 la federazione ha confermato che l'Anzoátegui avrebbe preso il posto dell'Angostura in campionato, ma che questo club non sarebbe cessato, venendo invece retrocesso in Segunda División.

### Formula
Il campionato è diviso in due periodi, Apertura e Clausura. Per entrambi periodi, il primo turno consiste in un girone all'italiana con partite di sola andata, per un totale di 13 giornate. Al termine della prima fase, le prime 8 classificate avanzano alla fase successiva, detta dei Quadrangular, nella quale sono divise in due gironi, ognuno da 4 squadre, che giocano con partite di andata e ritorno, per ulteriori 6 giornate. Le due vincenti dei gironi giocano infine una finale, con gara di sola andata, per decretare la squadra vincente del periodo. 
Le vincenti dei due periodi giocano una Final Absoluta per decretare la squadra campione nazionale. Quest'ultimo, insieme con la finalista perdente e con le due migliori squadre non vincitrici di periodo nella classifica aggregata, si qualificano per la Copa Libertadores 2026, mentre le finaliste perdenti dei periodi, insieme con altre due squadre dalla classifica aggregata ottengono la qualificazione alla Copa Sudamericana 2026.

## Squadre partecipanti
| Club                | Città          | Stagione precedente                                        |
| ------------------- | -------------- | ---------------------------------------------------------- |
| Academia P.C.       | Puerto Cabello | 3° in Apertura Girone B, 11° in Clausura                   |
| Anzoátegui          | Puerto La Cruz | Segunda División                                           |
| Carabobo            | Valencia       | Campione di Apertura, finalista di Clausura                |
| Caracas             | Caracas        | 11° in Apertura, 3° in Clausura Girone A                   |
| Dep. La Guaira      | Caracas        | 2° in Apertura Girone A, 2° in ClausuraGirone B            |
| Deportivo Táchira   | San Cristóbal  | 9° in Apertura, finalista di Clausura - Campione d'Ecuador |
| Est. Mérida         | Mérida         | 12° in Apertura, 3° in Clausura Girone B                   |
| Metropolitanos      | Caracas        | Finalista di Apertura, 10° in Clausura                     |
| Monagas             | Maturín        | 10° in Apertura, 4° in Clausura Girone B                   |
| Portuguesa FC       | Acarigua       | 2° in Apertura Girone B, 12° in Clausura                   |
| Rayo Zuliano        | Maracaibo      | 13° in Apertura, 2° in Clausura Girone A                   |
| Universidad Central | Caracas        | 3° in Apertura Girone A, 9° in Clausura                    |
| Yaracuyanos         | San Felipe     | Segunda División                                           |
| Zamora FC           | Barinas        | 14° in Apertura, 4° in Clausura Girone A                   |

## Apertura

### Classifica
|  | Pos. | Squadra             | Pt | G  | V | N | P | GF | GS | DR  |
|  | ---- | ------------------- | -- | -- | - | - | - | -- | -- | --- |
|  | 1.   | Dep. La Guaira      | 26 | 13 | 7 | 5 | 1 | 20 | 11 | +9  |
|  | 2.   | Carabobo            | 26 | 13 | 7 | 5 | 1 | 13 | 7  | +6  |
|  | 3.   | Universidad Central | 25 | 13 | 7 | 4 | 2 | 15 | 9  | +6  |
|  | 4.   | Deportivo Táchira   | 23 | 13 | 6 | 5 | 2 | 19 | 10 | +9  |
|  | 5.   | Academia P.C.       | 21 | 13 | 6 | 3 | 4 | 14 | 10 | +4  |
|  | 6.   | Anzoátegui          | 20 | 13 | 5 | 5 | 3 | 17 | 12 | +5  |
|  | 7.   | Portuguesa FC       | 18 | 13 | 5 | 3 | 5 | 14 | 14 | 0   |
|  | 8.   | Metropolitanos      | 16 | 13 | 4 | 4 | 5 | 17 | 18 | -7  |
|  | 9.   | Caracas             | 16 | 13 | 4 | 4 | 5 | 12 | 15 | -3  |
|  | 10.  | Monagas             | 15 | 13 | 4 | 3 | 6 | 17 | 21 | -4  |
|  | 11.  | Rayo Zuliano        | 14 | 13 | 4 | 2 | 7 | 13 | 17 | -4  |
|  | 12.  | Est. Mérida         | 10 | 13 | 3 | 1 | 9 | 15 | 23 | -8  |
|  | 13.  | Zamora FC           | 9  | 13 | 2 | 3 | 8 | 10 | 17 | -7  |
|  | 14.  | Yaracuyanos         | 8  | 13 | 1 | 5 | 7 | 12 | 24 | -12 |

Legenda:
      Ammessa alla Seconda fase.

### Seconda fase

#### Girone A
|  | Pos. | Squadra             | Pt | G | V | N | P | GF | GS | DR |
|  | ---- | ------------------- | -- | - | - | - | - | -- | -- | -- |
|  | 1.   | Universidad Central | 12 | 6 | 3 | 3 | 0 | 15 | 11 | +4 |
|  | 2.   | Dep. La Guaira      | 10 | 6 | 3 | 1 | 2 | 10 | 7  | +3 |
|  | 3.   | Portuguesa FC       | 4  | 6 | 0 | 4 | 2 | 6  | 9  | -3 |
|  | 4.   | Anzoátegui          | 4  | 6 | 0 | 4 | 2 | 8  | 12 | -4 |

Legenda:
      Ammessa alla Finale.

#### Girone B
|  | Pos. | Squadra           | Pt | G | V | N | P | GF | GS | DR |
|  | ---- | ----------------- | -- | - | - | - | - | -- | -- | -- |
|  | 1.   | Deportivo Táchira | 15 | 6 | 5 | 0 | 1 | 11 | 5  | +6 |
|  | 2.   | Carabobo          | 8  | 6 | 2 | 2 | 2 | 10 | 9  | +1 |
|  | 3.   | Metropolitanos    | 6  | 6 | 1 | 3 | 2 | 7  | 9  | -2 |
|  | 4.   | Academia P.C.     | 3  | 6 | 0 | 3 | 3 | 4  | 9  | -5 |

Legenda:
      Ammessa alla Finale.

### Finale
| Arbitro: | E. Calderas |

|           |           |  |
| Silva 61’ | Marcatori |  |

## Clausura

### Classifica
|  | Pos. | Squadra             | Pt | G | V | N | P | GF | GS | DR |
|  | ---- | ------------------- | -- | - | - | - | - | -- | -- | -- |
|  | 1.   | Academia P.C.       | 0  | 0 | 0 | 0 | 0 | 0  | 0  | 0  |
|  | 2.   | Anzoátegui          | 0  | 0 | 0 | 0 | 0 | 0  | 0  | 0  |
|  | 3.   | Carabobo            | 0  | 0 | 0 | 0 | 0 | 0  | 0  | 0  |
|  | 4.   | Caracas             | 0  | 0 | 0 | 0 | 0 | 0  | 0  | 0  |
|  | 5.   | Dep. La Guaira      | 0  | 0 | 0 | 0 | 0 | 0  | 0  | 0  |
|  | 6.   | Deportivo Táchira   | 0  | 0 | 0 | 0 | 0 | 0  | 0  | 0  |
|  | 7.   | Est. Mérida         | 0  | 0 | 0 | 0 | 0 | 0  | 0  | 0  |
|  | 8.   | Metropolitanos      | 0  | 0 | 0 | 0 | 0 | 0  | 0  | 0  |
|  | 9.   | Monagas             | 0  | 0 | 0 | 0 | 0 | 0  | 0  | 0  |
|  | 10.  | Portuguesa FC       | 0  | 0 | 0 | 0 | 0 | 0  | 0  | 0  |
|  | 11.  | Rayo Zuliano        | 0  | 0 | 0 | 0 | 0 | 0  | 0  | 0  |
|  | 12.  | Universidad Central | 0  | 0 | 0 | 0 | 0 | 0  | 0  | 0  |
|  | 13.  | Yaracuyanos         | 0  | 0 | 0 | 0 | 0 | 0  | 0  | 0  |
|  | 14.  | Zamora FC           | 0  | 0 | 0 | 0 | 0 | 0  | 0  | 0  |

Legenda:
      Ammessa alla Seconda fase.

### Seconda fase

#### Girone A
|  | Pos. | Squadra | Pt | G | V | N | P | GF | GS | DR |
|  | ---- | ------- | -- | - | - | - | - | -- | -- | -- |
|  | 1.   |         | 0  | 0 | 0 | 0 | 0 | 0  | 0  | 0  |
|  | 2.   |         | 0  | 0 | 0 | 0 | 0 | 0  | 0  | 0  |
|  | 3.   |         | 0  | 0 | 0 | 0 | 0 | 0  | 0  | 0  |
|  | 4.   |         | 0  | 0 | 0 | 0 | 0 | 0  | 0  | 0  |

Legenda:
      Ammessa alla Finale.

#### Girone B
|  | Pos. | Squadra | Pt | G | V | N | P | GF | GS | DR |
|  | ---- | ------- | -- | - | - | - | - | -- | -- | -- |
|  | 1.   |         | 0  | 0 | 0 | 0 | 0 | 0  | 0  | 0  |
|  | 2.   |         | 0  | 0 | 0 | 0 | 0 | 0  | 0  | 0  |
|  | 3.   |         | 0  | 0 | 0 | 0 | 0 | 0  | 0  | 0  |
|  | 4.   |         | 0  | 0 | 0 | 0 | 0 | 0  | 0  | 0  |

Legenda:
      Ammessa alla Finale.